# Perniško jezero
Perniško jezero je akumulacijsko jezero, ki je nastalo leta 1969 z izgradnjo pregrade na reki Pesnici pri kraju Pernica, severovzhodno od Maribora v Sloveniji. Namenjeno je uravnavanju vodnega režima reke in varstvu pred poplavami v porečju Pesnice. Akumulacija je dvodelna, pregrada jo deli približno na polovico; zgornji (severni) del, ki ga polnita Jareninski in Vukovski potok, zadržuje približno 1,4 milijona m³ vode, spodnji (južni), ki ga polni reka Pesnica neposredno, pa 2 milijona m³. Akumulacijo so naknadno nekoliko zmanjšali ob izgradnji odseka pomurske avtoceste med Mariborom in Lenartom, ki poteka po nasipu ob južnem robu, ob tem so nekoliko više prestavili tudi spodnjo zapornico.
Odgovornost za upravljanje s Perniškim jezerom je nejasna in predmet sporov med lokalno skupnostjo in državnimi službami. Približno polovica zemljišča na dnu je v lasti države, druga polovica pa v lasti podjetja Ribe Maribor, ki je v akumulaciji izvajalo dejavnost ribogojstva, a brez koncesije, ki bi mu nalagala tudi vzdrževanje. Nekaj vzdrževalnih del je ob izgradnji avtoceste v letih 2006–2008 opravila le Družba za avtoceste v Republiki Sloveniji, z zapornicami pa upravlja Direkcija Republike Slovenije za vode. Zgornji del akumulacije je bil leta 1992 razglašen za zoološki naravni spomenik na račun bogate močvirne združbe rastlin, ki se je razvila ob bregovih in predstavlja habitat številnim gnezdilkam, kot sta mali ponirek in kobiličar, ter pticam na preletu med selitvijo.
Glede na ekološke parametre je jezero opredeljeno kot hiperevtrofno, tudi sicer je kakovost vode slaba. V pritokih občasno izmerijo presežene mejne koncentracije pesticidov in težkih kovin, posledica kmetijske rabe okoliškega območja. Drug problem je zamuljevanje in s tem manjšanje globine ob predvideni koti ojezeritve. Pritoki prinašajo mulj, ki ga pristojne službe vse od izgradnje zadrževalnika še niso očistile. Tako je prišlo ob nižanju vodostaja v poletnih mesecih v zadnjih letih že do več množičnih poginov rib.